# Persone di nome Eugenio
| Questa pagina contiene informazioni ricavate automaticamente dalle voci biografiche con l'ausilio del template Bio e di un bot. L'aggiornamento è periodico e automatico e ricostruisce completamente la pagina. Se manca una persona in questa lista, sei pregato di non aggiungerla, ma accertati piuttosto che la sua voce biografica contenga il template Bio e che i dati anagrafici siano correttamente compilati. Se il template Bio manca, inseriscilo tu stesso o, in alternativa, metti l'avviso {{tmp\|Bio}} che ne segnala la mancanza. Se i dati riportati sono sbagliati, correggi direttamente la voce biografica; le modifiche saranno visibili in questa lista entro pochi giorni. Per chiarimenti vedi il progetto antroponimi. La lista contiene solo le 401 persone che sono citate nell'enciclopedia e per le quali è stato implementato correttamente il template Bio. Pagina aggiornata al 6 ago 2025. |

Questa è una lista di persone presenti nell'enciclopedia che hanno il nome Eugenio, suddivise per attività principale.

## Allenatori di calcio(3)
- Eugenio Corini, allenatore di calcio e ex calciatore italiano (Bagnolo Mella, n. 1970)
- Eugenio Perico, allenatore di calcio e ex calciatore italiano (Curno, n. 1951)
- Eugenio Sgarbossa, allenatore di calcio e ex calciatore italiano (Cittadella, n. 1964)

## Allenatori di pallacanestro(1)
- Eugenio Dalmasson, allenatore di pallacanestro e dirigente sportivo italiano (Venezia, n. 1957)

## Alpinisti(1)
- Eugenio Fasana, alpinista, pittore e scrittore italiano (Gemonio, n. 1886 - Milano, † 1972)

## Altisti(2)
- Eugenio Meloni, altista italiano (Cagliari, n. 1994)
- Eugenio Rossi, altista sammarinese (n. 1992)

## Ammiragli(3)
- Eugenio Henke, ammiraglio italiano (Genova, n. 1909 - Roma, † 1990)
- Eugenio Trifari, ammiraglio italiano (Napoli, n. 1860 - Napoli, † 1954)
- Eugenio di Savoia-Genova, ammiraglio italiano (Torino, n. 1906 - San Paolo del Brasile, † 1996)

## Anarchici(1)
- Eugenio Maggi, anarchico e antifascista italiano (Genova, n. 1919 - Genova, † 2003)

## Antiquari(1)
- Eugenio Baresi, antiquario e politico italiano (Ghedi, n. 1953)

## Arbitri di calcio(1)
- Eugenio Abbattista, ex arbitro di calcio italiano (Bari, n. 1982)

## Archeologi(1)
- Eugenio La Rocca, archeologo e funzionario italiano (Nola, n. 1946)

## Architetti(9)
- Eugenio Faludi, architetto ungherese (Budapest, n. 1899 - Toronto, † 1981)
- Eugenio Fuselli, architetto e urbanista italiano (Varallo Sesia, n. 1903 - Genova, † 2003)
- Eugenio Galdieri, architetto italiano (Napoli, n. 1925 - Roma, † 2010)
- Eugenio Geiringer, architetto e ingegnere italiano (Trieste, n. 1844 - Trieste, † 1904)
- Eugenio Gerli, architetto e designer italiano (Milano, n. 1923 - Milano, † 2013)
- Eugenio Michitelli, architetto e ingegnere italiano (Teramo, n. 1771 - Napoli, † 1826)
- Eugenio Montuori, architetto italiano (Pesaro, n. 1907 - Roma, † 1982)
- Eugenio Salvarani, architetto e urbanista italiano (Reggio Emilia, n. 1925 - Etiopia, † 1967)
- Eugenio Soncini, architetto italiano (Milano, n. 1906 - Milano, † 1993)

## Archivisti(2)
- Eugenio Casanova, archivista e funzionario italiano (Torino, n. 1867 - Roma, † 1951)
- Eugenio Lazzareschi, archivista, scrittore e biografo italiano (Castel del Piano, n. 1882 - Lucca, † 1949)

## Arcivescovi(1)
- Eugenio III di Toledo, arcivescovo spagnolo (Spagna - Toledo, † 657)

## Arcivescovi cattolici(2)
- Eugenio Cecconi, arcivescovo cattolico e poeta italiano (Firenze, n. 1834 - Firenze, † 1888)
- Eugenio Giambro, arcivescovo cattolico italiano (Calascibetta, n. 1866 - Aci Sant'Antonio, † 1960)

## Arcivescovi ortodossi(1)
- Eugenio II di Costantinopoli, arcivescovo ortodosso greco (Plovdiv, n. 1780 - Costantinopoli, † 1822)

## Artisti(1)
- Eugenio Mario Raffo, artista italiano (Sestri Levante, n. 1904 - Sestri Levante, † 1994)

## Attori(12)
- Eugenio Allegri, attore italiano (Collegno, n. 1956 - Torino, † 2022)
- Eugenio Cappabianca, attore italiano
- Eugenio De Liguoro, attore e regista italiano (Napoli, n. 1895 - Los Angeles, † 1952)
- Eugenio Duse, attore italiano (Senigallia, n. 1889 - Bologna, † 1969)
- Eugenio Franceschini, attore italiano (Verona, n. 1991)
- Eugenio Derbez, attore, regista e produttore cinematografico messicano (Città del Messico, n. 1961)
- Eugenio Gradabosco, attore italiano (Torino, n. 1968)
- Eugenio Krauss, attore italiano (Venezia, n. 1973)
- Eugenio Masciari, attore italiano (Catanzaro, n. 1949)
- Eugenio Mastrandrea, attore italiano (Roma, n. 1993)
- Eugenio Siller, attore messicano (n. 1981)
- Eugenio Testa, attore, regista e produttore cinematografico italiano (Torino, n. 1892 - Torino, † 1957)

## Aviatori(2)
- Eugenio Sirolli, aviatore italiano (Archi, n. 1916 - Monte Amiata, † 1943)
- Eugenio Vicentini, aviatore e partigiano italiano (Brescia, n. 1909)

## Avvocati(5)
- Eugenio Gatto, avvocato, politico e partigiano italiano (Zenson di Piave, n. 1911 - Venezia, † 1981)
- Eugenio Masè Dari, avvocato e economista italiano (Mantova, n. 1864 - Mantova, † 1961)
- Eugenio Porta, avvocato italiano (Genova, n. 1924 - Genova, † 2007)
- Eugenio Riccio, avvocato e politico italiano (Venafro, n. 1942)
- Eugenio Valli, avvocato, giornalista e politico italiano (Stienta, n. 1853 - Roma, † 1924)

## Baritoni(1)
- Eugenio Giraldoni, baritono italiano (Marsiglia, n. 1871 - Helsinki, † 1924)

## Bobbisti(2)
- Eugenio De Zordo, bobbista italiano (Montceau-les-Mines, n. 1932 - Pieve di Cadore, † 2015)
- Eugenio Monti, bobbista italiano (Dobbiaco, n. 1928 - Belluno, † 2003)

## Calciatori(37)
- Eugenio Abate Daga, calciatore italiano
- Eugenio Allievi, calciatore italiano (Milano, n. 1899)
- Eugenio Bersellini, calciatore, allenatore di calcio e dirigente sportivo italiano (Borgo Val di Taro, n. 1936 - Prato, † 2017)
- Eugenio Fernando Bila, ex calciatore mozambicano (Maputo, n. 1979)
- Eugenio Brambilla, ex calciatore italiano (Cassano d'Adda, n. 1938)
- Eugenio Bruschini, calciatore italiano (Bellagio, n. 1939 - Bellagio, † 1991)
- Eugenio Bustingorri, ex calciatore spagnolo (Noáin, n. 1963)
- Eugenio Castellucci, calciatore argentino (n. 1903)
- Eugenio Cestari, calciatore italiano (Sesto San Giovanni, n. 1922)
- Eugenio Cigolini, calciatore italiano
- Eugenio Corrodi, calciatore svizzero (n. 1922 - Zurigo, † 1975)
- Eugenio Dellacasa, calciatore e pallanuotista italiano (Genova, n. 1901 - Genova, † 1985)
- Eugenio Fantini, calciatore e allenatore di calcio italiano (Venezia, n. 1932 - Mantova, † 2016)
- Eugenio Fascetti, ex calciatore e allenatore di calcio italiano (Viareggio, n. 1938)
- Eugenio Fumagalli, ex calciatore italiano (Bellusco, n. 1947)
- Eugenio Gamba, ex calciatore italiano (Albino, n. 1951)
- Eugenio Gherso, calciatore italiano
- Eugenio Guarisco, calciatore italiano (Lecco, n. 1909 - Sondalo, † 1983)
- Eugenio Isnaldo, calciatore argentino (Rosario, n. 1994)
- Eugenio La Rosa, ex calciatore peruviano (Puente Piedra, n. 1961)
- Eugenio Lamanna, calciatore italiano (Como, n. 1989)
- Eugenio Leal, ex calciatore spagnolo (Toledo, n. 1954)
- Eugenio Mena, calciatore cileno (Viña del Mar, n. 1988)
- Eugenio Montesinos, calciatore spagnolo (Barcellona, n. 1898 - † 1970)
- Eugenio Morel, ex calciatore paraguaiano (Asunción, n. 1950)
- Eugenio Mosso, calciatore argentino (Mendoza, n. 1895 - Mendoza, † 1961)
- Eugenio Negri, calciatore italiano (Casorate Primo, n. 1899 - Crespano del Grappa, † 1976)
- Eugenio Patti, calciatore italiano (Novara, n. 1924)
- Eugenio Pazzaglia, calciatore italiano (Tuoro sul Trasimeno, n. 1948 - Roma, † 2021)
- Eugenio Porrati, calciatore italiano (Valenza, n. 1893 - Milano, † 1952)
- Eugenio Puppo, calciatore italiano (Genova, n. 1894)
- Eugenio Rizzolini, calciatore italiano (Milano, n. 1937 - † 2025)
- Eugenio Staccione, calciatore italiano (Torino, n. 1909 - Torino, † 1967)
- Eugenio Tognazzi, calciatore italiano
- Eugenio Venditti, calciatore italiano (n. 1905)
- Eugenio Vitaller, ex calciatore spagnolo (Saragozza, n. 1958)
- Eugenio Zordan, calciatore italiano (Milano, n. 1921 - † 1990)

## Cantanti(2)
- Eugenio Alberti, cantante italiano (Palazzolo sull'Oglio, n. 1951)
- Dino, cantante italiano (Verona, n. 1948)

## Cantautori(3)
- Eugenio Bennato, cantautore, musicista e polistrumentista italiano (Napoli, n. 1948)
- Eugenio Finardi, cantautore e polistrumentista italiano (Milano, n. 1952)
- Gene Guglielmi, cantautore italiano (San Salvatore Monferrato, n. 1947)

## Cardinali(3)
- Eugenio Dal Corso, cardinale e vescovo cattolico italiano (Lugo di Valpantena, n. 1939 - Negrar di Valpolicella, † 2024)
- Eugenio Tosi, cardinale e arcivescovo cattolico italiano (Busto Arsizio, n. 1864 - Milano, † 1929)
- Eugênio de Araújo Sales, cardinale e arcivescovo cattolico brasiliano (Acari, n. 1920 - Rio de Janeiro, † 2012)

## Cestisti(5)
- Eugenio Capone, ex cestista italiano (Roma, n. 1966)
- Eugenio Fanti, cestista italiano (Roma, n. 1991)
- Geno Luzcando, cestista panamense (Providencia, n. 1995)
- Eugenio Luzcando, cestista e allenatore di pallacanestro panamense († 1972)
- Eugenio Soto, ex cestista portoricano (Aguadilla, n. 1972)

## Chirurghi(1)
- Eugenio Santoro, chirurgo italiano (Roma, n. 1938)

## Ciclisti su strada(6)
- Eugenio Alafaci, ex ciclista su strada e pistard italiano (Carnago, n. 1990)
- Eugenio Bertoglio, ciclista su strada italiano (Buenos Aires, n. 1928 - Persichello, † 2020)
- Eugenio Galiussi, ciclista su strada italiano (Cividale del Friuli, n. 1915 - Castelmourou, † 2010)
- Eugenio Gestri, ciclista su strada italiano (Prato, n. 1905 - Prato, † 1944)
- Eugenio Sánchez, ciclista su strada spagnolo (Calp, n. 1999)
- Eugenio Sauli, ciclista su strada italiano (Pavia, n. 1870 - Pavia, † 1947)

## Compositori(1)
- Eugenio Calzia, compositore italiano (Asti, n. 1910 - Torino, † 1980)

## Criminali(1)
- Eugenio Palermiti, criminale italiano (Bari, n. 1955)

## Criminologi(1)
- Eugenio Vélez-Troya, criminologo spagnolo (Torre de Juan Abad, n. 1921 - Barcellona, † 2007)

## Critici d'arte(1)
- Eugenio Battisti, critico d'arte, storico dell'arte e storico dell'architettura italiano (Torino, n. 1924 - Roma, † 1989)

## Critici letterari(3)
- Eugenio Donadoni, critico letterario italiano (Adrara San Martino, n. 1870 - Milano, † 1924)
- Eugenio Levi, critico letterario italiano (Milano, n. 1876 - Milano, † 1966)
- Eugenio Ragni, critico letterario, filologo e traduttore italiano (Reggio nell'Emilia, n. 1933 - Roma, † 2023)

## Cuochi(1)
- Eugenio Morrone, pasticcere italiano (Catanzaro, n. 1984)

## Diplomatici(1)
- Eugenio Plaja, diplomatico italiano (Roma, n. 1914 - † 1991)

## Direttori d'orchestra(1)
- Eugenio Cavallini, direttore d'orchestra, compositore e violinista italiano (Milano, n. 1806 - † 1881)

## Dirigenti d'azienda(1)
- Eugenio Cefis, dirigente d'azienda e imprenditore italiano (Cividale del Friuli, n. 1921 - Lugano, † 2004)

## Dirigenti sportivi(2)
- Eugenio Brunetta d'Usseaux, dirigente sportivo italiano (Vercelli, n. 1857 - Parigi, † 1919)
- Eugenio Canfari, dirigente sportivo italiano (Genova, n. 1878 - Torino, † 1962)

## Disegnatori(1)
- Eugenio Piva, disegnatore, cartografo e architetto italiano (Rovigo, n. 1820 - Rovigo, † 1903)

## Doppiatori(1)
- Eugenio Marinelli, doppiatore e direttore del doppiaggio italiano (Roma, n. 1955)

## Drammaturghi(2)
- Eugenio Maria Bortolini, drammaturgo, regista e attore italiano (Bologna, n. 1966)
- Eugenio Zanetti, drammaturgo, scenografo e pittore argentino (Córdoba, n. 1946)

## Ebanisti(1)
- Eugenio Quarti, ebanista italiano (Villa d'Almè, n. 1867 - Milano, † 1926)

## Esperantisti(1)
- Eugenio Lanti, esperantista francese (Néhou, n. 1879 - Messico, † 1947)

## Esploratori(2)
- Eugenio Boegan, esploratore e speleologo italiano (Trieste, n. 1875 - Trieste, † 1939)
- Eugenio Ruspoli, esploratore italiano (Țigănești, n. 1866 - Burgi, † 1893)

## Faccendieri(1)
- Eugenio Gaggiotti, faccendiere italiano (San Secondo Parmense, n. 1924 - Brescia, † 1991)

## Filologi(1)
- Eugenio Corsini, filologo e critico letterario italiano (Niella Belbo, n. 1924 - Rivoli, † 2018)

## Filosofi(5)
- Eugenio Colorni, filosofo, politico e antifascista italiano (Milano, n. 1909 - Roma, † 1944)
- Eugenio Garin, filosofo e storico della filosofia italiano (Rieti, n. 1909 - Firenze, † 2004)
- Eugenio Lecaldano, filosofo italiano (Treviso, n. 1940)
- Eugenio Mazzarella, filosofo, politico e poeta italiano (Napoli, n. 1951)
- Eugenio Rignano, filosofo italiano (Livorno, n. 1870 - Milano, † 1930)

## Fisici(2)
- Eugenio Bianchi, fisico italiano (Faicchio, n. 1979)
- Eugenio Coccia, fisico italiano (San Benedetto del Tronto, n. 1956)

## Fondisti(2)
- Eugenio Bianchi, ex fondista italiano (Erba, n. 1985)
- Eugenio Mayer, fondista italiano (Zoldo Alto, n. 1939 - Belluno, † 2015)

## Fotografi(3)
- Eugenio Bronzetti, fotografo italiano (Palermo, n. 1906 - Palermo, † 1997)
- Eugenio Goglio, fotografo italiano (Piazza Brembana, n. 1865 - † 1926)
- Eugenio Interguglielmi, fotografo italiano (Palermo, n. 1850 - Palermo, † 1911)

## Fumettisti(2)
- Eugenio Antonio Benni, fumettista italiano (Hayange, n. 1939 - Chieti, † 2009)
- Ray Collins, fumettista argentino (Buenos Aires, n. 1936)

## Funzionari(1)
- Eugenio Fasciotti, prefetto, diplomatico e politico italiano (Torino, n. 1815 - Roma, † 1898)

## Generali(10)
- Eugenio Barbarich, generale e scrittore italiano (Pasiano di Pordenone, n. 1863 - Torino, † 1931)
- Eugenio De Renzi, generale italiano (Peschiera del Garda, n. 1875 - Sanremo, † 1947)
- Eugenio De Rossi, generale e agente segreto italiano (Brescia, n. 1863 - Roma, † 1929)
- Eugenio d'Asburgo-Teschen, generale austriaco (Groß Seelowitz, n. 1863 - Merano, † 1954)
- Eugenio di Württemberg, generale tedesco (Oels, n. 1788 - Pokój, † 1857)
- Eugenio Martínez, generale messicano (Mexquitic de Carmona, n. 1866 - Barcellona, † 1932)
- Eugenio Minisini, generale, inventore e partigiano italiano (Gemona del Friuli, n. 1878 - Varese, † 1946)
- Eugenio Antonio Olivero, generale italiano (Bard, n. 1834 - Torino, † 1917)
- Eugenio Orsatelli, generale italiano (Cassano, n. 1768 - Pla d'Urgell, † 1811)
- Eugenio Rambaldi, generale italiano (Porto Maurizio, n. 1918 - Imperia, † 2013)

## Geografi(1)
- Eugenio Turri, geografo, scrittore e viaggiatore italiano (Grezzana, n. 1927 - Verona, † 2005)

## Giocatori di baseball(1)
- Eugenio Suárez, giocatore di baseball venezuelano (Puerto Ordaz, n. 1991)

## Giocatori di beach volley(1)
- Eugenio Amore, giocatore di beach volley e pallavolista italiano (Vergato, n. 1972)

## Giocatori di bridge(1)
- Eugenio Chiaradia, giocatore di bridge italiano (Napoli, n. 1917 - † 1977)

## Giocatori di curling(1)
- Eugenio Molinatti, giocatore di curling italiano (Torino, n. 1997)

## Giornalisti(12)
- Eugenio Balzan, giornalista e imprenditore italiano (Badia Polesine, n. 1874 - Lugano, † 1953)
- Eugenio Bertuetti, giornalista, critico teatrale e commediografo italiano (Gavardo, n. 1895 - † 1964)
- Eugenio Bomboni, giornalista italiano (Firenze, n. 1930 - Roma, † 2015)
- Eugenio Camillo Costamagna, giornalista italiano (San Michele Mondovì, n. 1864 - Milano, † 1918)
- Eugenio Danese, giornalista e scrittore italiano (Verona, n. 1904 - Roma, † 1980)
- Eugenio De Paoli, giornalista italiano (Tripoli, n. 1953)
- Eugenio Gara, giornalista, scrittore e critico musicale italiano (Genova, n. 1888 - Milano, † 1985)
- Eugenio Giovannetti, giornalista, scrittore e traduttore italiano (Ancona, n. 1883 - Roma, † 1951)
- Eugenio Ferdinando Palmieri, giornalista, poeta e drammaturgo italiano (Vicenza, n. 1903 - Bologna, † 1968)
- Eugenio Scalfari, giornalista, scrittore e politico italiano (Civitavecchia, n. 1924 - Roma, † 2022)
- Eugenio Torelli Viollier, giornalista e editore italiano (Napoli, n. 1842 - Milano, † 1900)
- Eugenio Zaniboni, giornalista, germanista e traduttore italiano (Riva del Garda, n. 1871 - Arco, † 1926)

## Giuristi(3)
- Eugenio Cannada Bartoli, giurista italiano (Palermo, n. 1925 - Roma, † 2001)
- Eugenio Florian, giurista e politico italiano (Venezia, n. 1869 - Venezia, † 1945)
- Eugenio Picozza, giurista italiano (Roma, n. 1949)

## Igienisti(1)
- Eugenio Fazio, igienista, politico e scrittore italiano (Carpinone, n. 1849 - Napoli, † 1902)

## Illusionisti(1)
- Eugenio Dellanno, illusionista, attore e scrittore italiano (Ceglie Messapica, n. 1957)

## Imprenditori(12)
- Eugenio Benedetti, imprenditore e filantropo italiano (Catania, n. 1929)
- Eugenio Camplone, imprenditore e politico italiano (Pescara, n. 1884 - Pescara, † 1972)
- Eugenio Cantoni, imprenditore italiano (Gallarate, n. 1824 - Roma, † 1888)
- Eugenio Cassani, imprenditore, inventore e dirigente d'azienda italiano (Vailate, n. 1909 - Treviglio, † 1959)
- Eugenio Filograna, imprenditore, dirigente d'azienda e politico italiano (Minervino di Lecce, n. 1955)
- Eugenio Garza Sada, imprenditore messicano (Monterrey, n. 1892 - Monterrey, † 1973)
- Eugenio Gualdi, imprenditore e dirigente sportivo italiano (Torino, n. 1884 - Roma, † 1973)
- Eugenio Maury di Morancez, imprenditore e politico italiano (Cerignola, n. 1858 - Roma, † 1943)
- Eugenio Niccolini, imprenditore e politico italiano (Firenze, n. 1853 - Firenze, † 1939)
- Eugenio Rebaudengo, imprenditore e politico italiano (Torino, n. 1862 - Guarene, † 1944)
- Eugenio Rendo, imprenditore italiano (Catania, n. 1948)
- Eugenio Vianello, imprenditore e dirigente sportivo italiano (Padova, n. 1871 - Padova, † 1949)

## Ingegneri(7)
- Eugenio Berardi, ingegnere e imprenditore italiano (Lugo, n. 1921 - Ravenna, † 1977)
- Eugenio Broccardi, ingegnere e politico italiano (Genova, n. 1867 - Genova, † 1959)
- Eugenio Di Sciascio, ingegnere italiano (Bari, n. 1963)
- Eugenio Miozzi, ingegnere italiano (Brescia, n. 1889 - Venezia, † 1979)
- Eugenio Mollino, ingegnere e progettista italiano (Genova, n. 1873 - Torino, † 1953)
- Eugenio Olivero, ingegnere e saggista italiano (Torino, n. 1870 - Saluggia, † 1945)
- Eugenio Villoresi, ingegnere italiano (Monza, n. 1810 - Milano, † 1879)

## Ispanisti(1)
- Eugenio Mele, ispanista e traduttore italiano (Napoli, n. 1875 - Napoli, † 1969)

## Letterati(2)
- Eugenio Alberi, letterato e scrittore italiano (Padova, n. 1807 - Vichy, † 1878)
- Eugenio Salomone Camerini, letterato e giornalista italiano (Ancona, n. 1811 - Milano, † 1875)

## Liutai(1)
- Eugenio Praga, liutaio italiano (Casale Monferrato, n. 1847 - Crocefieschi, † 1901)

## Maestri di scherma(1)
- Eugenio Migliore, maestro di scherma italiano (Modica, n. 1974)

## Mafiosi(1)
- Eugenio Galea, mafioso italiano (Catania, n. 1944)

## Matematici(6)
- Eugenio Beltrami, matematico e fisico italiano (Cremona, n. 1835 - Roma, † 1900)
- Eugenio Bertini, matematico italiano (Forlì, n. 1846 - Pisa, † 1933)
- Eugenio Calabi, matematico statunitense (Milano, n. 1923 - Bryn Mawr, † 2023)
- Eugenio Frola, matematico italiano (Montanaro, n. 1906 - Torino, † 1962)
- Eugenio Elia Levi, matematico italiano (Torino, n. 1883 - Cormons, † 1917)
- Eugenio Giuseppe Togliatti, matematico italiano (Orbassano, n. 1890 - Genova, † 1977)

## Mecenati(1)
- Eugenio Filippo Albani, mecenate e politico italiano (Crotone, n. 1868 - Roma, † 1935)

## Medaglisti(1)
- Eugenio Driutti, medaglista italiano (Tarcento, n. 1949)

## Medici(4)
- Eugenio Gaudio, medico italiano (Cosenza, n. 1956)
- Eugenio Medea, medico e psichiatra italiano (Varese, n. 1873 - Milano, † 1967)
- Eugenio Morelli, medico e politico italiano (Teglio, n. 1881 - Roma, † 1960)
- Eugenio Travaini, medico e scrittore italiano (Parabiago, n. 1930 - Bolzano, † 1993)

## Militari(12)
- Eugenio Angeloni, militare italiano (Monte San Savino - Slovenia, † 1917)
- Eugenio Banzola, militare e partigiano italiano (San Pancrazio Parmense, n. 1924 - Felino, † 1945)
- Eugenio Coselschi, militare, politico e scrittore italiano (Firenze, n. 1888 - Firenze, † 1969)
- Eugenio Di Maria, militare italiano (Petralia Sottana, n. 1862 - Asiago, † 1916)
- Eugenio di Württemberg, ufficiale tedesco (Bückeburg, n. 1846 - † 1877)
- Eugenio Frate, militare italiano (Rionero Sannitico, n. 1915 - Moni Susinu Kipitisti, † 1940)
- Eugenio Garrone, militare italiano (Vercelli, n. 1888 - Salisburgo, † 1918)
- Eugenio Grandville, militare e marinaio italiano (Firenze, n. 1841 - Venezia, † 1899)
- Eugenio Graziosi, militare e politico italiano (Roma, n. 1870 - Torino, † 1949)
- Eugenio Leotta, militare e aviatore italiano (Zafferana Etnea, n. 1903 - Malta, † 1941)
- Eugenio Niccolai, militare italiano (Pausula, n. 1895 - Prima battaglia dei Tre Monti, † 1918)
- Eugenio Wolk, militare italiano (Černigov, n. 1915 - Magliaso, † 1995)

## Mineralogisti(1)
- Eugenio Scacchi, mineralogista italiano (Napoli, n. 1854 - † 1929)

## Missionari(1)
- Eugenio Massi, missionario e vescovo cattolico italiano (Monteprandone, n. 1875 - Hankou, † 1944)

## Monaci cristiani(1)
- Eugenio Gamurrini, monaco cristiano, teologo e letterato italiano (n. 1620 - † 1692)

## Montatori(1)
- Eugenio Alabiso, montatore italiano (Roma, n. 1937)

## Nobili(7)
- Eugenio Del Giudice, nobile e politico italiano (Belmonte Calabro, n. 1809 - Paola, † 1876)
- Eugenio Federico di Württemberg, nobile (Schwedt, n. 1758 - Meiningen, † 1822)
- Eugenio di Savoia, nobile e generale italiano (Parigi, n. 1663 - Vienna, † 1736)
- Eugenio Sortino Trono, nobile e storico italiano (Ragusa Ibla, n. 1865 - Ragusa, † 1948)
- Eugenio Maurizio di Savoia-Soissons, nobile e militare francese (Chambéry, n. 1633 - Unna, † 1673)
- Eugenio Giovanni Francesco di Savoia-Soissons, nobile (Vienna, n. 1714 - Mannheim, † 1734)
- Eugenio di Württemberg, nobile tedesco (Karlsruhe, n. 1820 - † 1875)

## Organari(2)
- Eugenio Biroldi, organaro italiano (Varese, n. 1756 - Varese, † 1827)
- Eugenio Maroni Biroldi, organaro italiano (Varese, n. 1822 - † 1894)

## Orientalisti(1)
- Eugenio Griffini, orientalista italiano (Milano, n. 1878 - Il Cairo, † 1925)

## Pallavolisti(1)
- Eugenio Dolfo, pallavolista italiano (Treviso, n. 1987)

## Papi(4)
- Papa Eugenio I, papa, vescovo e santo italiano (Roma - Roma, † 657)
- Papa Eugenio II, papa e cardinale italiano (Roma - Roma, † 827)
- Papa Eugenio III, papa, abate e beato italiano (Montemagno di Calci - Tivoli, † 1153)
- Papa Eugenio IV, papa, vescovo cattolico e cardinale italiano (Venezia, n. 1383 - Roma, † 1447)

## Partigiani(4)
- Eugenio Calò, partigiano italiano (Pisa, n. 1906 - San Polo di Arezzo, † 1944)
- Eugenio Candon, partigiano italiano (Pinzano al Tagliamento, n. 1921 - Palcoda, † 1944)
- Eugenio Curiel, partigiano e fisico italiano (Trieste, n. 1912 - Milano, † 1945)
- Eugenio Fassino, partigiano italiano (Avigliana, n. 1923 - Torino, † 1966)

## Patrioti(4)
- Eugenio Agneni, patriota e pittore italiano (Sutri, n. 1816 - Frascati, † 1879)
- Eugenio Fabi, patriota e militare italiano (Ancona, n. 1838 - Ascoli Piceno, † 1905)
- Eugenio Popovich, patriota, giornalista e avvocato italiano (Risano, n. 1842 - Trieste, † 1931)
- Eugenio Ravà, patriota italiano (Reggio nell'Emilia, n. 1840 - Parma, † 1901)

## Pentatleti(1)
- Eugenio Pagnini, pentatleta italiano (Forlì, n. 1905 - Rimini, † 1993)

## Piloti automobilistici(2)
- Eugenio Castellotti, pilota automobilistico italiano (Lodi, n. 1930 - Modena, † 1957)
- Eugenio Siena, pilota automobilistico italiano (Milano, n. 1905 - Tripoli, † 1938)

## Piloti motociclistici(1)
- Eugenio Lazzarini, pilota motociclistico italiano (Urbino, n. 1945)

## Pionieri dell'aviazione(1)
- Eugenio Casagrande, pioniere dell'aviazione italiano (Roma, n. 1892 - Venezia, † 1957)

## Pittori(24)
- Eugenio Arduino, pittore italiano (Ormea, n. 1846 - Ormea, † 1917)
- Eugenio de Blaas, pittore italiano (Albano Laziale, n. 1843 - Venezia, † 1931)
- Eugenio Blais, pittore italiano (Exilles, n. 1860 - Torino, † 1934)
- Eugenio Bonivento, pittore italiano (Chioggia, n. 1880 - Milano, † 1956)
- Eugenio Carmi, pittore italiano (Genova, n. 1920 - Lugano, † 2016)
- Eugenio Cajés, pittore spagnolo (Madrid - Madrid, † 1634)
- Eugenio Cecconi, pittore italiano (Livorno, n. 1842 - Firenze, † 1903)
- Eugenio Cenisio, pittore italiano (Rose, n. 1923 - Cosenza, † 1993)
- Eugenio Cisterna, pittore italiano (Genzano di Roma, n. 1862 - Genzano di Roma, † 1933)
- Eugenio Colmo, pittore e illustratore italiano (Torino, n. 1885 - Torino, † 1967)
- Eugenio Giuseppe Conti, pittore italiano (Crema, n. 1842 - Milano, † 1909)
- Eugenio Da Venezia, pittore italiano (Venezia, n. 1900 - Venezia, † 1992)
- Eugenio Gignous, pittore italiano (Milano, n. 1850 - Stresa, † 1906)
- Eugenio Angelo Lotti, pittore italiano (Campiglia Marittima, n. 1916 - Campiglia Marittima, † 1977)
- Eugenio Moretti Larese, pittore e decoratore italiano (Venezia, n. 1822 - Venezia, † 1874)
- Gino Morici, pittore, decoratore e scenografo italiano (Palermo, n. 1901 - Palermo, † 1972)
- Eugenio Olivari, pittore italiano (Genova, n. 1882 - Genova, † 1917)
- Eugenio Prati, pittore italiano (Caldonazzo, n. 1842 - Caldonazzo, † 1907)
- Eugenio Scorzelli, pittore italiano (Buenos Aires, n. 1890 - Napoli, † 1958)
- Eugenio Spreafico, pittore italiano (Monza, n. 1856 - Magreglio, † 1919)
- Eugenio Tano, pittore e patriota italiano (Marzi, n. 1840 - Firenze, † 1914)
- Eugenio Tomiolo, pittore, incisore e scultore italiano (Venezia, n. 1911 - Rovigo, † 2003)
- Eugenio Viti, pittore e scenografo italiano (Napoli, n. 1881 - Napoli, † 1952)
- Eugenio Zampighi, pittore e fotografo italiano (Modena, n. 1859 - Maranello, † 1944)

## Poeti(8)
- Eugenio Cantoni, poeta e paroliere italiano (Como, n. 1919 - Como, † 1940)
- Eugenio Cirese, poeta e saggista italiano (Fossalto, n. 1884 - Rieti, † 1955)
- Eugenio De Signoribus, poeta italiano (Cupra Marittima, n. 1947)
- Eugenio Pilutti, poeta e scrittore italiano (Ronchis, n. 1948 - Trieste, † 2016)
- Eugenio Genero, poeta italiano (Venezia, n. 1875 - † 1947)
- Eugenio Montale, poeta, scrittore e traduttore italiano (Genova, n. 1896 - Milano, † 1981)
- Eugenio Montejo, poeta e saggista venezuelano (Caracas, n. 1938 - Valencia, † 2008)
- Eugenio Morelli, poeta e scrittore italiano (Trieste, n. 1946)

## Politici(33)
- Eugenio Artom, politico e avvocato italiano (Asti, n. 1896 - Firenze, † 1975)
- Eugenio Bergamasco, politico italiano (Vercelli, n. 1858 - Milano, † 1940)
- Eugenio Bonvicini, politico italiano (Massa Lombarda, n. 1823 - Massa Lombarda, † 1908)
- Eugenio Bozzello Verole, politico italiano (Castellamonte, n. 1928 - Castellamonte, † 2024)
- Eugenio Chiesa, politico italiano (Milano, n. 1863 - Giverny, † 1930)
- Eugenio Comincini, politico italiano (Cernusco sul Naviglio, n. 1972)
- Eugenio D'Orsi, politico italiano (Palma di Montechiaro, n. 1958)
- Eugenio Duca, politico italiano (Ancona, n. 1950 - Ancona, † 2021)
- Eugenio Dugoni, politico italiano (Mantova, n. 1907 - Peschiera del Garda, † 1960)
- Eugenio Facchini, politico italiano (Conselice, n. 1912 - Bologna, † 1944)
- Eugenio Faina, politico e militare italiano (San Venanzo, n. 1846 - San Venanzo, † 1926)
- Eugenio Giani, politico italiano (Empoli, n. 1959)
- Eugenio Jannelli, politico e medico italiano (Napoli, n. 1923 - Napoli, † 2005)
- Eugenio Marotta, politico italiano (Messina, n. 1896 - † 1983)
- Eugenio Melandri, politico e presbitero italiano (Brisighella, n. 1948 - Ravenna, † 2019)
- Eugenio Minasso, politico italiano (Sanremo, n. 1959 - Genova, † 2021)
- Eugenio Montero Ríos, politico spagnolo (Santiago di Compostela, n. 1832 - Madrid, † 1914)
- Eugenio Musolino, politico italiano (Gallico, n. 1893 - Reggio Calabria, † 1989)
- Eugenio Oliveri, politico italiano (Palermo, n. 1842 - Palermo, † 1925)
- Eugenio Peggio, politico, giornalista e economista italiano (Adria, n. 1929 - Roma, † 1990)
- Eugenio Randi, politico italiano (Palermo, n. 1957)
- Eugenio Reale, politico italiano (Napoli, n. 1905 - Roma, † 1986)
- Eugen Richter, politico tedesco (Düsseldorf, n. 1838 - Groß-Lichterfelde, † 1906)
- Eugenio Saitta, politico italiano (Catania, n. 1988)
- Eugenio Sansoni, politico italiano (Livorno, n. 1828 - Livorno, † 1906)
- Eugenio Spiazzi, politico italiano (Verona, n. 1887 - † 1957)
- Eugenio Stefano Stara, politico italiano (Caresana Blot, n. 1800 - Vercelli, † 1883)
- Eugenio Tarabini, politico italiano (Morbegno, n. 1930 - Sondrio, † 2018)
- Eugenio Valzania, politico e patriota italiano (Cesena, n. 1821 - Cesena, † 1889)
- Eugenio Venini, politico italiano (Milano, n. 1807 - Milano, † 1884)
- Eugenio Ventura, politico e avvocato italiano (Nocera Terinese, n. 1846 - Nocera Terinese, † 1912)
- Eugenio Viale, politico italiano (Casale Monferrato, n. 1939)
- Eugenio Zoffili, politico italiano (Erba, n. 1979)

## Presbiteri(4)
- Eugenio Bussa, presbitero italiano (Milano, n. 1904 - Milano, † 1977)
- Eugenio Fizzotti, presbitero italiano (Caserta, n. 1946 - Salerno, † 2018)
- Eugenio Leoni, presbitero italiano (Schivenoglia, n. 1880 - Belfiore, † 1943)
- Eugenio Reffo, presbitero italiano (Torino, n. 1843 - Torino, † 1925)

## Principi(4)
- Eugenio di Svezia, principe svedese (Ekerö, n. 1865 - Stoccolma, † 1947)
- Eugenio II di Ligne, principe belga (Breuilpont, n. 1893 - Belœil, † 1960)
- Eugenio Emanuele di Savoia-Villafranca, principe e ammiraglio italiano (Parigi, n. 1816 - Torino, † 1888)
- Eugenio Ilarione di Savoia-Carignano, principe (Torino, n. 1753 - Domart-sur-la-Luce, † 1785)

## Psichiatri(2)
- Eugenio Borgna, psichiatra e saggista italiano (Borgomanero, n. 1930 - Borgomanero, † 2024)
- Eugenio Tanzi, psichiatra italiano (Trieste, n. 1856 - Salò, † 1934)

## Psicoanalisti(1)
- Eugenio Gaburri, psicoanalista italiano (Soresina, n. 1934 - Milano, † 2012)

## Rabbini(1)
- Eugenio Zolli, rabbino italiano (Brody, n. 1881 - Roma, † 1956)

## Registi(3)
- Eugenio Cappuccio, regista e sceneggiatore italiano (Latina, n. 1961)
- Eugenio Martín, regista e sceneggiatore spagnolo (Granada, n. 1925 - Madrid, † 2023)
- Eugenio Perego, regista e sceneggiatore italiano (Milano, n. 1876 - Roma, † 1944)

## Registi teatrali(1)
- Eugenio Barba, regista teatrale italiano (Brindisi, n. 1936)

## Religiosi(2)
- Eugenio di Firenze, religioso italiano (Firenze, † 422)
- Eugenio Scamporlino, religioso e presbitero italiano (Sortino, n. 1827 - Sortino, † 1911)

## Rugbisti a 15(2)
- Eugenio Eugenio, ex rugbista a 15 e allenatore di rugby a 15 italiano (Treviso, n. 1965)
- Eugenio Vinci, rugbista a 15 e allenatore di rugby a 15 italiano (Santo Domingo, n. 1900 - † 1951)

## Santi(1)
- Eugenio di Trebisonda, santo romano (Trebisonda, † 304)

## Sassofonisti(1)
- Eugenio Colombo, sassofonista, flautista e compositore italiano (Roma, n. 1953)

## Scacchisti(2)
- Eugenio Szabados, scacchista italiano (Ungheria, n. 1898 - Venezia, † 1974)
- Eugenio Torre, scacchista filippino (Iloilo, n. 1951)

## Scenografi(3)
- Eugenio Bava, scenografo, scultore e direttore della fotografia italiano (Gardone Riviera, n. 1886 - Roma, † 1966)
- Eugenio Caballero, scenografo messicano (Città del Messico, n. 1972)
- Eugenio Guglielminetti, scenografo, costumista e pittore italiano (Asti, n. 1921 - † 2006)

## Sciatori alpini(1)
- Eugenio Bonicco, sciatore alpino italiano (Frabosa Soprana, n. 1919 - Frabosa Soprana, † 1987)

## Scrittori(11)
- Eugenio Baroncelli, scrittore italiano (Rimini, n. 1944)
- Eugenio Bucciol, scrittore e storico italiano (Oderzo, n. 1930 - Conegliano, † 2015)
- Eugenio Checchi, scrittore e giornalista italiano (Livorno, n. 1838 - Roma, † 1932)
- Eugenio Corti, scrittore e saggista italiano (Besana in Brianza, n. 1921 - Besana in Brianza, † 2014)
- Eugenio Miccini, scrittore, poeta e artista italiano (Firenze, n. 1925 - Firenze, † 2007)
- Eugenio Moresco, scrittore italiano (Val di Vara, n. 1917 - Genova, † 1996)
- Eugenio Prandi, scrittore italiano (Palermo, n. 1901)
- Eugenio de Salazar, scrittore e esploratore spagnolo (Madrid, n. 1530 - Valladolid, † 1602)
- Eugenio Treves, scrittore e lessicografo italiano (Milano, n. 1888 - Vercelli, † 1970)
- Eugenio Vetromile, scrittore e presbitero italiano (Gallipoli, n. 1819 - Gallipoli, † 1881)
- Eugenio Vitarelli, scrittore italiano (Messina, n. 1927 - Pomezia, † 1994)

## Scultori(8)
- Eugenio Baioni, scultore e pittore italiano (Monza, n. 1880 - Monza, † 1936)
- Eugenio Baroni, scultore italiano (Taranto, n. 1880 - Genova, † 1935)
- Eugenio Bellosio, scultore e orafo italiano (Milano, n. 1847 - Magreglio, † 1927)
- Eugenio Maccagnani, scultore italiano (Lecce, n. 1852 - Roma, † 1930)
- Eugenio Pellini, scultore italiano (Marchirolo, n. 1864 - Milano, † 1934)
- Eugenio Prati, scultore e pittore italiano (Cerro Veronese, n. 1889 - San Paolo, † 1979)
- Eugenio Santoro, scultore e pittore italiano (Castelmezzano, n. 1920 - Courtelary, † 2006)
- Eugenio Tavolara, scultore e ceramista italiano (Sassari, n. 1901 - Sassari, † 1963)

## Storici(5)
- Eno Bellis, storico, archeologo e scrittore italiano (Oderzo, n. 1905 - Oderzo, † 1986)
- Eugenio Cais di Pierlas, storico italiano (Nizza, n. 1842 - Torino, † 1900)
- Eugenio Dupré Theseider, storico italiano (Rieti, n. 1898 - Portoferraio, † 1975)
- Eugenio Guccione, storico italiano (Alia, n. 1938)
- Eugenio Manni, storico italiano (Modena, n. 1910 - Fiumalbo, † 1989)

## Storici dell'arte(1)
- Eugenio Riccomini, storico dell'arte, funzionario e politico italiano (Nuoro, n. 1936 - Bologna, † 2023)

## Tennisti(1)
- Eugenio Castigliano, tennista italiano (Roma, n. 1946 - Roma, † 2012)

## Tenori(2)
- Eugenio Cibelli, tenore italiano (Napoli, n. 1883 - New York, † 1961)
- Eugenio Fernandi, tenore italiano (Pisa, n. 1924 - Rochester, † 1991)

## Vescovi(4)
- Eugenio di Milano, vescovo e santo italiano
- Eugenio di Cartagine, vescovo e santo romano (nei dintorni di Albi, † 505)
- Eugenio di Ardstraw, vescovo e santo irlandese
- Eugenio I di Bisanzio, vescovo romano

## Vescovi cattolici(12)
- Eugenio Arellano Fernández, vescovo cattolico e missionario spagnolo (Corella, n. 1944)
- Eugenio Beccegato, vescovo cattolico italiano (Fossalta, n. 1862 - Vittorio Veneto, † 1943)
- Eugenio Binini, vescovo cattolico italiano (Traversetolo, n. 1934)
- Eugenio Bossilkov, vescovo cattolico bulgaro (Belene, n. 1900 - Sofia, † 1952)
- Eugenio Camuzzi, vescovo cattolico svizzero (Lugano - Roma, † 1602)
- Eugenio Cattaneo, vescovo cattolico italiano (Novi Ligure, n. 1551 - Cerreto Sannita, † 1608)
- Eugenio Corecco, vescovo cattolico svizzero (Airolo, n. 1931 - Lugano, † 1995)
- Eugenio Coter, vescovo cattolico e missionario italiano (Gazzaniga, n. 1957)
- Eugenio Raffaele Faggiano, vescovo cattolico italiano (Salice Salentino, n. 1877 - Manduria, † 1960)
- Eugenio Ravignani, vescovo cattolico italiano (Pola, n. 1932 - Trieste, † 2020)
- Eugenio Scarpellini, vescovo cattolico italiano (Verdellino, n. 1954 - El Alto, † 2020)
- Eugenio Carlo Valussi, vescovo cattolico italiano (Talmassons, n. 1837 - Sarche, † 1903)

## Vescovi ortodossi(1)
- Eugenio Vulgaris, vescovo ortodosso, filosofo e teologo greco (Corfù, n. 1716 - San Pietroburgo, † 1806)

## Zoologi(1)
- Eugenio Ficalbi, zoologo e entomologo italiano (Piombino, n. 1858 - Pisa, † 1922)

## Senza attività specificata(2)
- Eugenio Sangregorio, ex politico italiano (Belvedere Marittimo, n. 1939)
- Eugenio Alessandro di Thurn und Taxis, conte (Bruxelles, n. 1652 - Francoforte sul Meno, † 1714)